# 画像処理
画像処理（がぞうしょり、英: image processing）とは、画像を変形したり、色合いを変えたり、別の画像と合成したり、画像から何らかの情報を取り出したりする処理全般を指す。一般的に画像処理と言えば、コンピュータを使用した画像処理、すなわちデジタル画像処理のことを指す。

## 概要
処理の対象としては、デジタル画像が用いられることがほとんどである。処理の内容に応じて適切なアルゴリズムを記述することが必要となる。
画像処理の流れの一例として、「画像入力－画像変換－分類」というものを挙げる。まず対象とする画像を入力し、この画像に対して変換処理を行う。変換の方法としてはさまざまなものが存在するが、基本的（古典的）なものでは、何らかの閾値（しきい値、英: threshold）をもとにカラー画像や濃淡画像を白黒2値にする「2値化」、濃度変化から物体の境界を見出す「エッジ検出」などがある。これらいくつもの変換処理を重ねて行うことで必要な情報の抽出を行い、最後に得られた情報の分類（ラベリング）を行う。

## 応用
画像処理が産業分野で実用化されている事例として、製品の欠陥検査がある。集積回路のマスクパターンなどの工業製品の欠陥検査のほか、形が一様ではない農産物の選別などにも用いられる。また、ロボットが外界を認識するための方法としての画像処理も研究が進んでいる。交通分野では、ナンバープレートの読み取りや、歩行者、他車、障害物、車線および路面標示などを車上カメラで認識する、車線逸脱防止支援システムや衝突被害軽減ブレーキに用いられている。
デジタルカメラでは、ハードウェア自身が画像処理エンジン（組み込みのシステムLSI）を備えており、撮影と同時に各種画像処理を実行して記憶媒体に画像データをファイルとして記録する。
画像編集分野では、ノイズの除去（平滑化）や特殊効果の付与といった用途で画像処理が使用されることも多い。有償・無償の様々なアプリケーションソフトウェアが存在する。

## 歴史
歴史上、コンピュータグラフィックス (CG) アプリケーションはCADが先行し、そのころのCGは「図形処理」と呼ばれていて、図形処理情報センターという出版メディアも存在した。画像処理は本来CGとは無関係にテレビジョン技術の発達とともに、産業界では早くから注目を浴びていたテクノロジーであり、当初からビデオカメラの映像信号を直接アナログ-デジタル変換回路へ通すという方法が試みられた。その成果の一部（輪郭強調によるシャープネスなど）が現在のCGアプリケーションに生かされている。